# Didemnum algasedens
Didemnum algasedens är en sjöpungsart som beskrevs av Monniot 200. Didemnum algasedens ingår i släktet Didemnum och familjen Didemnidae. Inga underarter finns listade i Catalogue of Life.